# Cink-karbonát
Cink-karbonát (szénsavas cink). 
A szabályos cink-karbonát (ZnCO3) a természetben mint cinkpát és gálma fordul elő. Előállítására cinksó hideg oldatához kálium-hidrogén-karbonát-oldatot elegyítenek. Cinksók forró oldatából híg fémkarbonátok hatására, az oldatok viszonyos mennyiségétől és hőmérséklettől függően, különféle összetételű bázisos cink-karbonát válik ki; a természetben előforduló cinkvirág is bázisos cink-karbonát. A lecsapás útján készült cink-karbonátok fehérek és vízben oldhatatlanok; savak, szén-dioxid fejlődése közben, a megfelelő cinksókká oldják. Hevítéskor elbomlanak és cink-oxidot hagynak hátra. 